# Гигантски усойници
Гигантските усойници (Macrovipera) са род влечуги от семейство Отровници (Viperidae).
Таксонът е описан за пръв път от германския биолог Алберт Франц Теодор Ройс през 1927 година.

## Видове
- Macrovipera lebetina – Гюрза
- Macrovipera razii